# 릴리앙 브라시에
릴리앙 브라시에(프랑스어: Lilian Brassier, 1999년 11월 2일 ~ )는 프랑스의 축구 선수이다. 그의 포지션은 중앙 수비수로, 현재 리그 1의 브레스투아에서 활약하고 있다.

## 클럽 경력
2019년 6월 20일, 브라시에는 렌과 프로 계약을 맺었고, 곧바로 발랑시엔으로 임대를 떠났다. 2019년 8월 2일, 그는 1-1로 비긴 낭시와의 리그 2 경기에서 발랑시엔 소속으로 프로 데뷔전을 치렀다.
2020년, 브라시에는 브레스투아와 임대 계약을 맺었고, 리그 1에 잔류할 경우 완전 영입할 수 있는 옵션 또한 포함됐다. 브레스투아가 시즌 마지막 경기일에 잔류를 확정지은 후 그의 완전 영입 옵션을 행사했다.

## 국가대표팀 경력
프랑스에서 태어난 브라시에는 토고 혈통이다. 그는 프랑스 청소년 국가대표팀 일원이었다.